# Emali
Emali – miasto w południowej Kenii, w hrabstwie Makueni. W 2019 liczy 18,3 tys. mieszkańców. Położone na trasie A109 (Mombasa-Nairobi). Jest to popularne miejsce odpoczynku dla kierowców ciężarówek przewożących towary z portu Mombasa, do miast w głąb lądu.